# Moulin à vent des Timbrieux
Le moulin à vent des Timbrieux  est situé au lieu-dit «les Timbrieux», à  Cruguel dans le Morbihan.

## Historique
Le mécanisme du moulin à vent des Timbrieux fait l’objet d’une inscription au titre des monuments historiques depuis le 27 décembre 1996.